# Bariteri
El bariteri (Barytherium grave) és una espècie de proboscidi extint de la família dels baritèrids que visqué al nord d'Àfrica entre l'Eocè i l'Oligocè. Se n'han trobat restes fòssils a Egipte (El Faium) i Líbia (Dor-El-Talha). És l'única espècie reconeguda del gènere Barytherium. Tenia una alçada a la creu de 3 m i pesava fins a 4 t. Fou un dels primers proboscidis amb trompa. El nom genèric Barytherium significa ‘bèstia pesant’ en grec antic.